# حيتولة
حيتولة هي إحدى القرى اللبنانية من قرى قضاء جزين في محافظة الجنوب